# Гудридж, Элизабет
Элизабет (Элиза) Гудридж (англ. Elizabeth (Eliza) Goodridge; 1798—1882) — американская художница-миниатюрист.

## Биография
Родилась 12 марта 1798 года в Темплтоне, штат Массачусетс, в многодетной семье Эбенезера Гудриджа и его жены Беллы Чайлдс. Была седьмым ребёнком и четвёртой дочерью в семье, сестра художницы Сары Гудридж.
В раннем возрасте она начала рисовать и проявила способности к искусству. Самые первые миниатюры Элизабет датируются концом 1820-х годов и по стилю похожи на работы её сестры, хотя и не такие технически совершенные. Образовательные возможности женщин в США были ограничены в то время и, возможно, она была художницей-самоучкой.
Вероятно, Элизабет начала свою карьеру миниатюриста в Бостоне, работая со своей сестрой, но бо́льшую часть своей жизни провела в центральной части Массачусетса. Она жила в Темплтоне и совершила несколько продолжительных поездок в Вустер в 1830-х и 1840-х годах, в течение которых она жила с членами семьи Фостер и создала их портреты.
Коллекция портретов Американского антикварного общества содержит самое большое количество изображений — известных работ Элизы Гудридж (12). Работы Элизабет Гудридж можно увидеть в Метрополитен-музее и в Художественной галерее Йельского университета. В Художественном музее Вустера также находится несколько её миниатюр и пейзажей.
В очень большом возрасте, в мае 1848 года, Элизабет Гудридж вышла замуж за полковника Эфраима Стоуна (1797—1861), владельца универсального магазина и лесопилки в Темплтоне.
Умерла 18 апреля 1882 года в Рединге, штат Массачусетс.

Некоторые работы
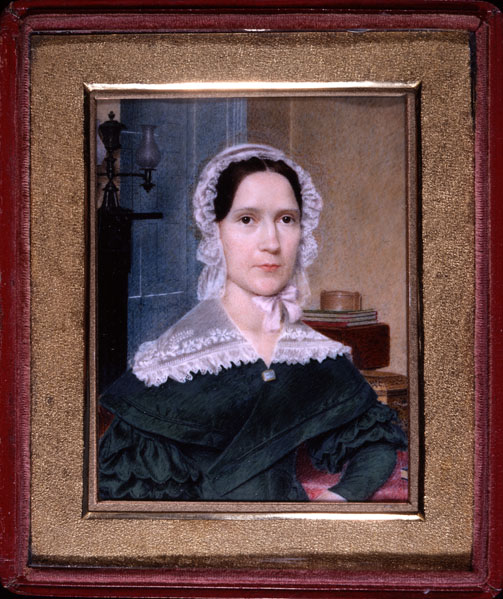
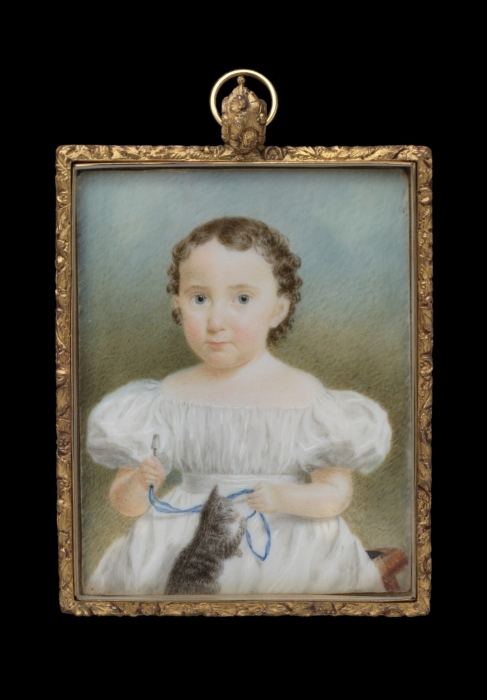
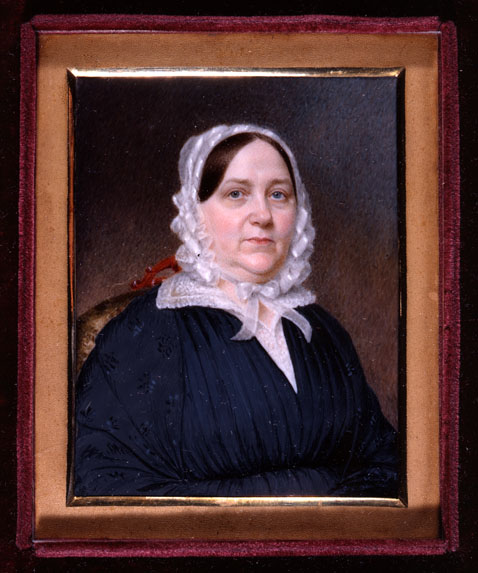